# Isaac B. Van Houten
Isaac B. Van Houten (* 4. Juni 1776 in Clarkstown (heute New City), Provinz New York; † 16. August 1850 ebenda) war ein US-amerikanischer Politiker. Zwischen 1833 und 1835 vertrat er den Bundesstaat New York im US-Repräsentantenhaus.

## Werdegang
Isaac B. Van Houten wurde ungefähr ein Jahr nach dem Ausbruch des Unabhängigkeitskrieges in Clarkstown geboren und wuchs dort auf. Er besuchte Gemeinschaftsschulen. Danach arbeitete er in der Mühle und der Landwirtschaft. Politisch gehörte er der Jacksonian-Fraktion an. Bei den Kongresswahlen des Jahres 1832 wurde Van Houten im zweiten Wahlbezirk von New York in das US-Repräsentantenhaus in Washington, D.C. gewählt, wo er am 4. März 1833 die Nachfolge von John T. Bergen antrat. Da er im Jahr 1834 auf eine erneute Kandidatur verzichtete, schied er nach dem 3. März 1835 aus dem Kongress aus. Danach nahm er wieder seine alten Tätigkeiten in der Mühle und der Landwirtschaft auf. Er starb am 16. August 1850 in Clarkstown und wurde auf dem Familienfriedhof seines Anwesens bei Clarkstown beigesetzt.